# مفصل زیرقاپی
در بدن انسان، مفصل زیرقاپی (انگلیسی: Subtalar joint) یا مفصل قاپی‌پاشنه‌ای (talocalcaneal) یکی از مفصل‌های پا است. محل آن در پیوندگاه استخوان قاپ و استخوان پاشنه است.
مفصل زیرقاپی (ساب‌تالار) از نظر ساختاری در زمره مفصل‌های زلاله‌ای (سینوویال) و از لحاظ کارکرد در زمره مفصل‌های لغزنده دسته‌بندی می‌شود.